# Onze-Lieve-Vrouw van Bijstandkapel (Herfelingen)

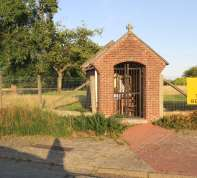
O-L-V van Bijstandkapel. Foto: Anne-Mie Havermans.

De Onze-Lieve-Vrouw van Bijstandkapel is een kapelgebouw dat zich bevindt in Herfelingen, een deelgemeente van Pajottegem. Het kapelletje is gelegen op de hoek van de Kamstraat en de Sint-Niklaasstraat. 

## Historiek
De oorspronkelijke kapel werd in 1867 gebouwd door J.B. Vanderleenen en Cl. Decoster. In 1986 werd het gebedshuisje heropgebouwd en sinds dan onderhouden door de familie J. Amys-Deschuyffeleer. In datzelfde jaar werd de kapel ingewijd door Pater Bavo, de toenmalige pastoor van de parochie Herfelingen.  

## Architectuur
De kapel is opgetrokken uit baksteen en is bedekt met een zadeldak van rode pannen dat is bekroond met een arduinen kruis. De segmentboogvormige ingang met stuitsteen is afgesloten met een ijzeren hek. Binnenin prijkt een groot beeld van Onze-Lieve-Vrouw op een altaar. De gegevens van de families die de kapel gebouwd hebben staan vermeld op twee ruitvormige arduinen stenen. Deze hebben de volgende inscriptie:   
“GEBOUWD TER EER VAN OLV VAN BIJSTAND DOOR J.B. VANDERLEENEN EN CT DECOSTER 1867 
HEROPGEBOUWD DOOR DE FAMILIE J. AMYS_DESCHUYFFELEER IN 1986”
De kapel ligt op de route van de Heilige Drievuldigheidsprocessie, ook wel de paardenprocessie van Kester genoemd. 